# Centroglossa macroceras
Centroglossa macroceras är en orkidéart som beskrevs av João Barbosa Rodrigues. Centroglossa macroceras ingår i släktet Centroglossa och familjen orkidéer. Inga underarter finns listade i Catalogue of Life.

## Bildgalleri

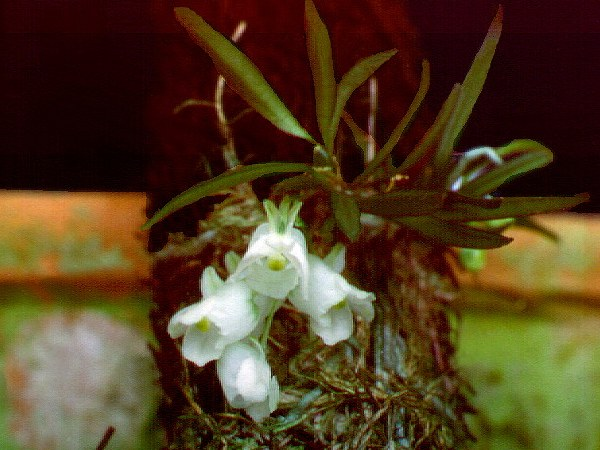
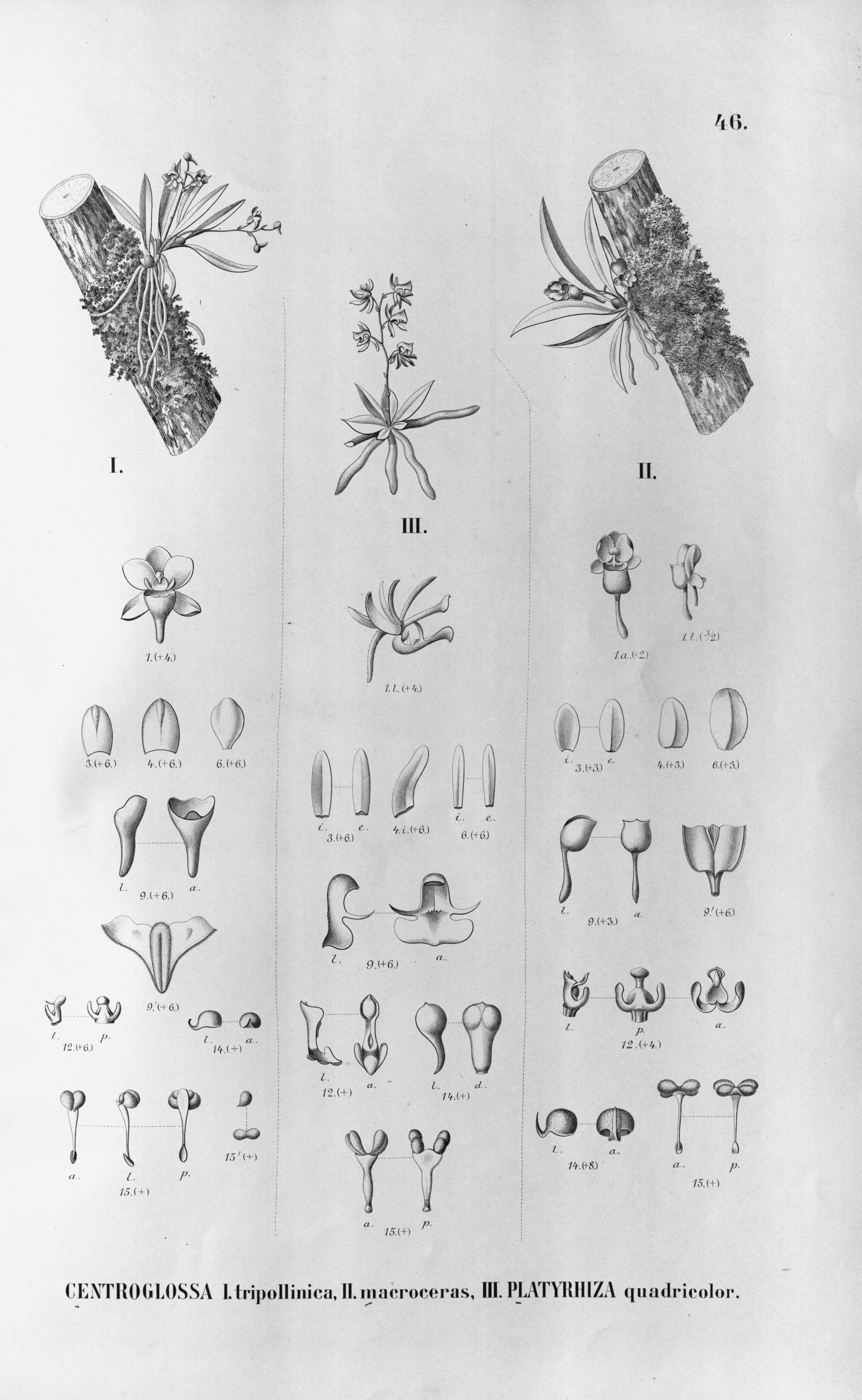